# Isländische Zentralbank
Die Isländische Zentralbank (isl. Seðlabanki Íslands, deutsch „Isländische Notenbank“) ist die Zentralbank des Staates Island.
Sie wurde 1961 nach einem Beschluss des isländischen Parlaments Alþingi aus der Landsbanki ausgegliedert, die die Aufgaben der Notenausgabe bis dahin innehatte, aber nur wenige Aufgaben im Rahmen der Geldpolitik erfüllte.

Isländische Zentralbank in Reykjavík (2006)

Die Zentralbank gehört dem isländischen Staat und wird von einem Komitee von drei Gouverneuren geleitet, die vom Premierminister für eine Amtszeit von sieben Jahren ernannt werden. Sie werden von einem Aufsichtsrat mit sieben Mitgliedern überwacht. Die Zentralbank hat das alleinige Recht, Banknoten und Münzen der Isländischen Krone zu drucken oder zu prägen und auszugeben. Im Jahr 1986 verlor die Zentralbank per Gesetz das Recht, den Zinssatz der isländischen Banken kontrollieren zu können.
Obwohl sie rechtlich unabhängig ist, wird von der Bank traditionell erwartet, dem Kurs der Regierung zu folgen. 2001 wurde die Zentralbank mit dem Recht ausgestattet, unabhängig von den Vorgaben der Regierung die Inflation zu beeinflussen und eine Geldpolitik auf eine stabile Preisentwicklung zu verfolgen.
Der derzeitige Präsident der isländischen Zentralbank ist Már Guðmundsson, der am 20. August 2009 den Interimspräsidenten Svein Harald Øygard ablöste.
Bis zu einer Gesetzesänderung im Jahr 2009 existierte ein dreiköpfiges Führungsgremium aus sogenannten Gouverneuren.
- Vorstandsmitglied: Seðlabankastjóri
- Vorsitzender: Formaður bankastjórnar Seðlabanka Íslands
- Sitz: Seðlabanki Íslands. Kalkofnsvegi 1, Reykjavík

## Liste der Vorstandsmitglieder (Auswahl)
- Jóhannes Nordal (geb. 1924), isländischer Soziologie, von 1961 bis 1993. Formaður bankastjórnar: 1965 bis 1993.
- Birgir Ísleifur Gunnarsson (geb. 1936), isländischer Jurist, von 1991 bis 2005. Seðlabankastjóri: 1991 bis 2005. Formaður bankastjórnar: 1993 bis 2005.
- Davíð Oddsson (geb. 1948), isländischer Jurist, Oktober 2005 bis Februar 2009
- Svein Harald Øygard (geb. 1960), norwegischer Wirtschaftswissenschaftler, Februar bis August 2009[2][3]
- Már Guðmundsson (geb. 1954), isländischer Wirtschaftswissenschaftler, seit dem 20. August 2009